# Osmar (ur. 1952)
Osmar, właśc. Jorge Osmar Guarnelli lub Osmar Guarnelli (ur. 12 lutego 1952 w Rio de Janeiro) – piłkarz brazylijski, występujący na pozycji środkowego obrońcy.

## Kariera klubowa
Karierę piłkarską Osmar rozpoczął w klubie Botafogo FR w 1970 roku. W Botafogo 8 sierpnia 1972 w zremisowanym 0-0 meczu z Américą Rio de Janeiro Osmar zadebiutował w lidze brazylijskiej. W Botafogo występował w latach 1970–1979 i rozegrał w tym czasie 387 spotkań i strzelił 4 bramki, w tym 124 mecze w lidze brazylijskiej. W latach 1979–1983 był zawodnikiem Clube Atlético Mineiro. Z Atlético Mineiro czterokrotnie zdobył mistrzostwo stanu Minas Gerais – Campeonato Mineiro w 1980, 1981, 1982 i 1973 roku. W barwach Atlético Mineiro rozegrał 222 mecze, w tym 55 w lidze.
W latach 1983–1988 występował w Ponte Preta Campinas. W barwach Ponte Preta 21 lipca 1985 w przegranym 0-1 meczu z Atlético Mineiro Osmar po raz ostatni wystąpił w lidze brazylijskiej. Ogółem w lidze brazylijskiej wystąpił w 204 spotkaniach i strzelił 1 bramkę.
W 1988 roku występował w \Colorado Kurytyba. Karierę Osmar zakończył w São José EC.

## Kariera reprezentacyjna
W 1972 roku Osmar uczestniczył w Igrzyskach Olimpijskich w Monachium. Na turnieju Osmar był podstawowym zawodnikiem i wystąpił w dwóch meczach grupowych reprezentacji Brazylii z Danią i Węgrami.